# Megaphorura
Megaphorura är ett släkte av urinsekter. Megaphorura ingår i familjen blekhoppstjärtar.
Släktet innehåller bara arten Megaphorura arctica.